# مک‌کارتی ۱۰۶۵۳۷
سیارک ۱۰۶۵۳۷ (به انگلیسی: 106537 McCarthy، نامگذاری:2000WB63) صد و شش هزار و پانصد و سی و هفتمین سیارک کشف شده‌است که در ۲۳ نوامبر ۲۰۰۰ کشف شد.